# 克利夫兰·巴克纳
克里夫兰·巴克纳（英語：Cleveland Buckner，1938年8月17日—2006年10月5日），美国NBA联盟职业篮球运动员。他在1961年的NBA选秀中第6轮第51顺位被纽约尼克斯选中。